# Niedersächsisches Landesmuseum Hannover

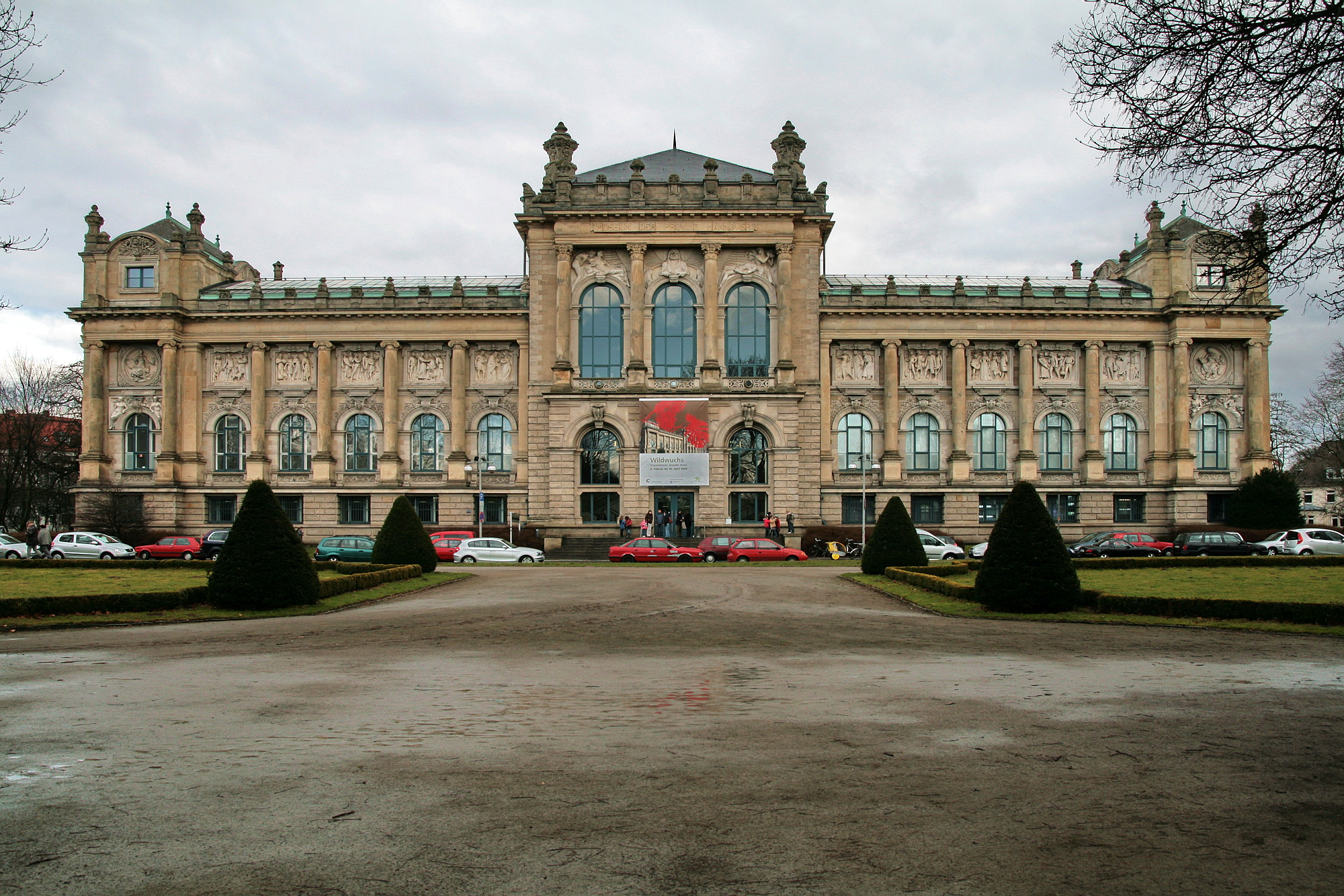
Niedersächsisches Landesmuseum in Hannover (2009)

Das Niedersächsische Landesmuseum Hannover (NLMH), auch Landesmuseum Hannover. Das WeltenMuseum liegt in Hannover am Maschpark gegenüber dem Neuen Rathaus. Als größtes staatliches Museum Niedersachsens beherbergt es fünf Sammlungen, die in drei „Welten“ präsentiert werden. Die „NaturWelten“ verbinden lebendige Tiere mit Objekten und Präparaten aus der Naturkunde. Die „MenschenWelten“ erzählen anhand bedeutender Exponate aus Archäologie und Ethnologie die Geschichte der Menschheit von der Evolution bis in die Neuzeit. Die KunstWelten (derzeit im Umbau) geben Einblick in die Gemälde-, Graphik- und Skulpturensammlung mit Kunstwerken vom Mittelalter bis zum frühen 20. Jahrhundert, ergänzt durch herausragende Stücke der Münzsammlung.

## Geschichte

### Die Anfänge bis zur Annexion Hannovers durch Preußen 1866
Das Landesmuseum Hannover wurzelt in verschiedenen bürgerlichen Vereinen, die im ausgehenden 18. Jahrhundert und vor allem im 19. Jahrhundert gegründet wurden. 1852 beschlossen mit der Naturhistorischen Gesellschaft, dem Historischen Verein für Niedersachsen und dem 1848 gegründeten „Verein für die öffentliche Kunstsammlung“' drei dieser Vereine, ihre Sammlungen für die Öffentlichkeit zugänglich zu machen. 1856 wurde das heutige Landesmuseum als „Museum für Kunst und Wissenschaft“ in der Sophienstraße 2, dem heutigen „Künstlerhaus“, eröffnet.
Parallel dazu initiierte Georg V. 1852 in Herrenhausen ein „Familienmuseum“ und gab 1853 den Anstoß für die Sammlung ethnographischer Objekte. 1857 erwarb er die private Kunstsammlung von Bernhard Hausmann, die seit 1818 öffentlich zugänglich war, und gründete 1861 das königliche „Welfenmuseum“. Es wurde 1862 mit dem „Familienmuseum“ vereint und 1863 durch ein Münzkabinett, eine Waffensammlung und eine Silberkammer erweitert. Mit dem „Welfenmuseum“ verfolgte Georg V. insbesondere das Ziel, „eine Vaterlandsliebe, die nicht auf die Gründung eines vereinten deutschen Reiches abzielte, sondern den partikularistisch motivierten Interessen entsprach“ zu zeigen.
Nach der Annexion Hannovers durch Preußen 1866 ging Georg V. ins Exil nach Österreich und nahm unter anderem den Welfenschatz mit sich. Die in der Stadt verbliebenen Musealia des Königshauses wurden als Fideikommiss verwaltet und in die Ausstellung des Provinzialmuseums, wie das Museum ab 1869 genannt wurde, integriert.

### Vom Provinzialmuseum zum Landesmuseum (1869–1933)
1869 übernahm die Provinz Hannover die Verwaltung der Sammlungen. Diese Umstrukturierung war eine Bedingung, um die öffentlichen Zuschüsse zu erhöhen. Außerdem sollten die Vereinssammlungen zu einem Provinzialmuseum zusammengelegt werden. Zunächst bestanden das Provinzialmuseum und das Museum für Kunst und Wissenschaft nebeneinander. Dieser Zustand wurde 1886 aufgehoben, als die Vereine ihre jeweiligen Vermögen inklusive der Gebäude und Grundstücke, nicht aber die Sammlungsbestände, an den Staat überschrieben. Das geeinte Museum wurde 1890 unter die Leitung hauptamtlicher Fachkräfte gestellt.
Nachdem die Beschlagnahme des königlichen Vermögens am 10. April 1892 aufgehoben worden war, schloss das Haus der Welfen mit dem Landesdirektorium der Provinz Hannover am 18. Dezember 1893 einen Vertrag, demzufolge die Bestände des Welfenmuseums und der Cumberland-Galerie ins Provinzialmuseum überführt und in Form einer zeitlich begrenzten Leihgabe übernommen wurden. Als die königliche Sammlung 1892 freigegeben und in die Sophienstraße überführt wurde, war die knappe Raumsituation auch aus Sicherheitsgründen nicht mehr tragbar. Zwischen 1876 und 1886 versuchte man durch verschiedene An- und Neubauten, darunter der prestigeträchtige Bau der Cumberland-Galerie, die Raumsituation zu entschärfen.

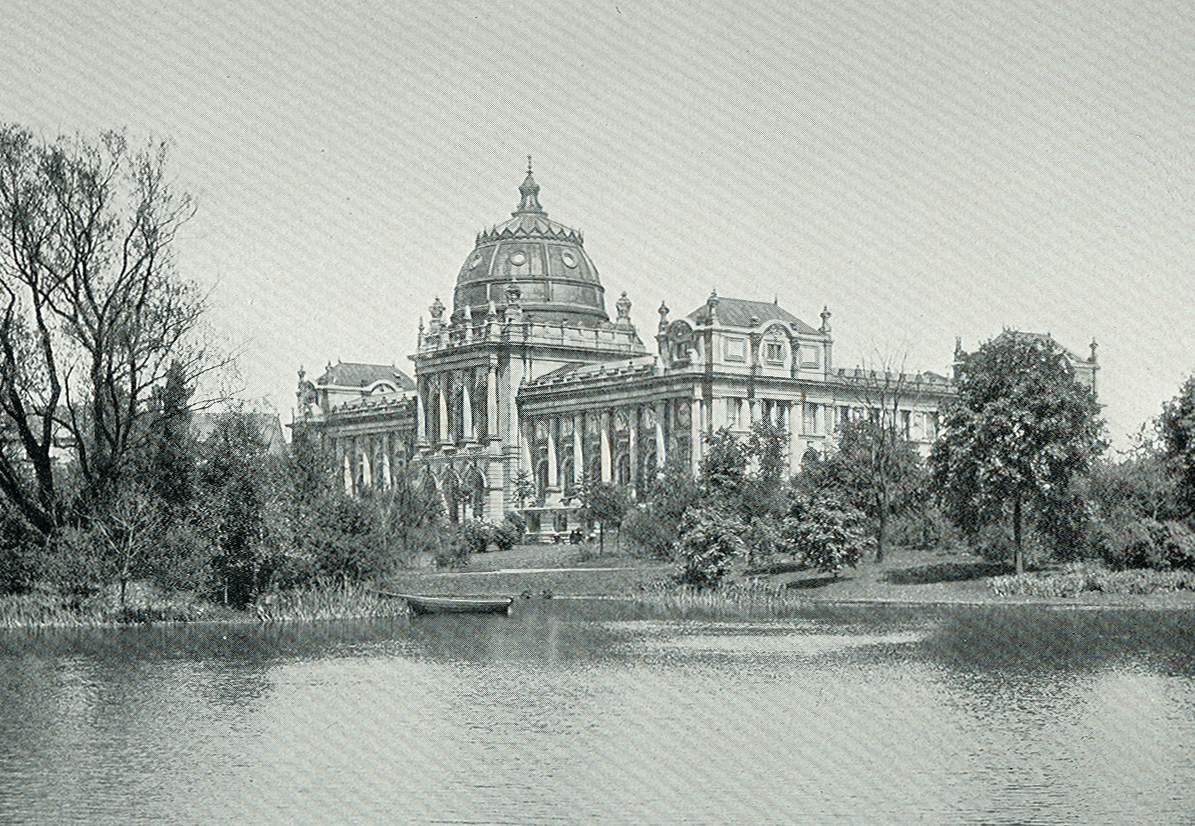
Das Provinzialmuseum Hannover um 1900, noch mit großer Kuppel;
Foto von Karl Friedrich Wunder

1895 wurde ein Wettbewerb für einen neuen Museumsbau ausgeschrieben. Der Neubau wurde 1902 am Rand des Maschparks nach vierjähriger Bauzeit 1902 vollendet. Hubert Stier entwarf das repräsentative Museumsgebäude im Stil der Neorenaissance. Den Relieffries Hauptmomente in der Entwicklung der Menschheit am Gebäude schuf der Bildhauer Georg Herting gemeinsam mit Karl Gundelach und Georg Küsthardt. Die Bestände teilten sich auf eine historische und eine naturhistorische Sammlung sowie eine Kunstabteilung auf. Der „Historische Verein“ veräußerte seine Bestände 1903 an die Provinz Hannover, 1905/1906 folgte die „Naturhistorische Gesellschaft“.
1925 wurde das Fideikommiss aufgelöst und ein Teilkonvolut wurde von der Provinz Hannover für das Museum erworben. Andere Teile erhielt das Haus Braunschweig-Lüneburg, das daraufhin Objekte im Berliner Kunsthandel sowie im Ausland veräußerte. Im Gegenzug musste die Zustimmung erfolgen, die Sammlung mittelalterlicher Kunst, vor allem die aus dem ehemaligen Welfenmuseum, für mindestens 30 Jahre in der Obhut des Museums zu belassen.
1933 wurde das „Provinzialmuseum“ in „Landesmuseum“ umbenannt.

### Zeit des Nationalsozialismus
1937 wurde aus dem Bestand des Museums eine große Anzahl von Werken der modernen Kunst als „Entartete Kunst“ beschlagnahmt, so etwa Werke von Ernst Barlach, Max Beckmann, Marc Chagall, Lovis Corinth, Otto Dix, Lyonel Feininger, George Grosz, Erich Heckel, Alexej von Jawlensky, Wassily Kandinsky, Ernst Ludwig Kirchner, Paul Klee, Emil Nolde, Christian Rohlfs, Karl Schmidt-Rottluff und Kurt Schwitters. Diese Werke erlitten unterschiedliche Schicksale. Viele wurden vernichtet, einige wurden auf der Wanderausstellung „Entartete Kunst“ präsentiert, eine bedeutende Anzahl ging zur Verwertung auf dem internationalen Kunstmarkt an Kunsthändler. Davon konnten einige nach 1945 rückerworben werden.
Das Museum blieb zwischen 1939 und 1943 fast durchgängig geöffnet. Die Mehrzahl der Kunstwerke wurde jedoch sukzessive zunächst innerhalb der Stadtgrenzen, dann an 32 Auslagerungsorten vor allem in der Region und auch nach Bad Wildungen evakuiert. Im Zuge dessen wurden die Öffnungszeiten reduziert, die gezeigten Präsentationen widmeten sich in der Linie in Form von Wanderausstellungen der NS-Propaganda.
Bei den Luftangriffen auf Hannover während des Zweiten Weltkriegs erfuhr das Museumsgebäude starke Beschädigungen. Beim schwersten Angriff in der Nacht vom 8. auf den 9. Oktober 1943 wurde die Kuppel über dem mittleren Risalit durch Bomben zerstört und das zweite Stockwerk brannte aus. Die Mehrzahl der Bestände blieben aufgrund der rechtzeitigen Auslagerung erhalten.

### Nachkriegszeit

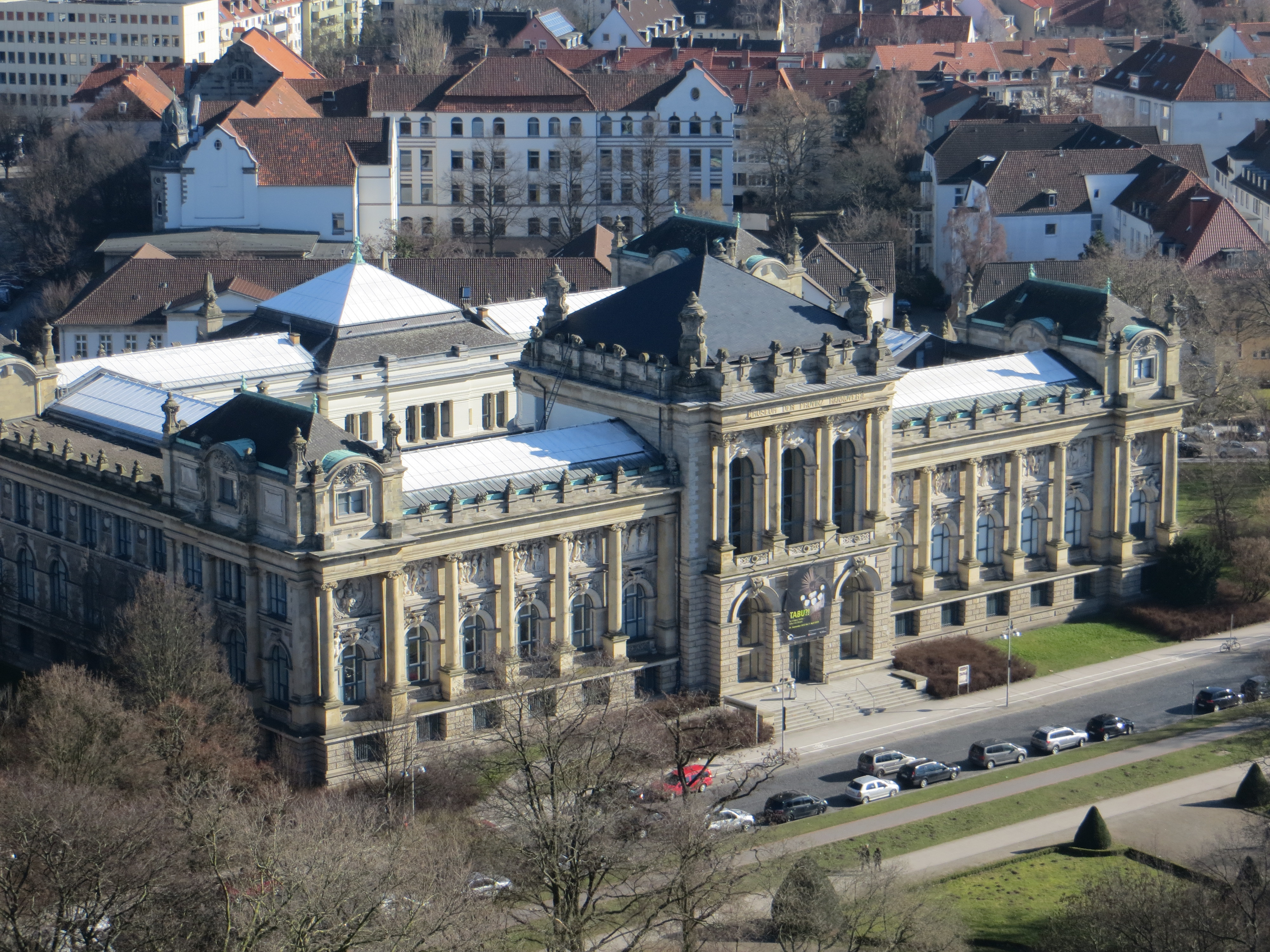
Luftbild des Niedersächsischen Landesmuseums, 2013

Nach Kriegsende wurde 1945 mit der Ausstellung „Kunst und Leben im 18. Jahrhundert“ der Betrieb wieder aufgenommen. Dieser fand nicht im Landesmuseum selbst, sondern in der Orangerie von Herrenhausen statt. Ab 1947 wurden auch im museumseigenen Gebäude kleinere Ausstellungen gezeigt. Die endgültige Renovierung und Neuaufstellung der ständigen Sammlungen hielten bis in die 1960er Jahre an. Die stadtbildprägende Kuppel über dem Haupteingang wurde bis heute nicht wiederhergestellt.
Nachdem das Museum 1950 in „Niedersächsisches Landesmuseum Hannover“ umbenannt worden war, wurden zwischen 1950 und 1956 die Dauerausstellungen allmählich wiedereröffnet. Deren Neukonzeption dauerte bis zum Ende der 1960er Jahre an. Im Zuge dessen erfolgte der seit 1919 geplante Tausch von Sammlungsbeständen zwischen dem Landesmuseum, dem Kestnermuseum und dem Historischen Museum. Einen Abschluss fand der Ringtausch mit der Abgabe moderner Gemälde, Skulpturen und Grafiken an das Sprengel Museum Hannover. 1969 schenkte Bernhard Sprengel der Stadt seine Sammlung moderner Kunst sowie eine Summe von 2,5 Millionen für den Bau eines Museums. In Folge dieser Zuwendung wurde zehn Jahre später die Kunst der Moderne aus dem Landesmuseum ausgegliedert und als Dauerleihgabe an das 1979 eröffnete Sprengel Museum Hannover abgegeben.
Zwischen 1976 und 1983 wurde im Georg-von-Cölln-Haus nahe der Marktkirche das temporäre „Forum am Markt“ betrieben. Hier wurden Bestände der Archäologie verwahrt und Sonderausstellungen gezeigt.

## Das Museum heute
Seit 2013 setzt das Museum ein neues Konzept für die Präsentation seiner Dauerausstellungen um: das „WeltenMuseum“. Darin werden die unterschiedlichen Sammlungen in drei unterschiedlichen „Welten“ miteinander verknüpft, die sich über die drei Etagen des Gebäudes entdecken lassen. Im Erdgeschoss sind das Vivarium und die naturgeschichtliche Abteilung zu den „NaturWelten“ zusammengefasst, im ersten Stock vereinen sich archäologische und ethnographische Objekte zu den „MenschenWelten“. Die Neugestaltung der Landesgalerie zu den „KunstWelten“ im zweiten Stock soll bis zum Jahr 2022 abgeschlossen sein. Im Vordergrund steht die Idee, auch immer wieder mittels weiterführender Exponate Verbindungen zu den anderen Welten zu schaffen, um den Anspruch des vielheitlichen Mehrspartenhauses im Sinne des Humboldtschen Weltmuseums herauszustellen.
Das Landesmuseum Hannover ist barrierefrei. Der Haupteingang kann über eine Rampe, sämtliche Ausstellungsbereiche über einen Fahrstuhl erreicht werden.

### „NaturWelten“

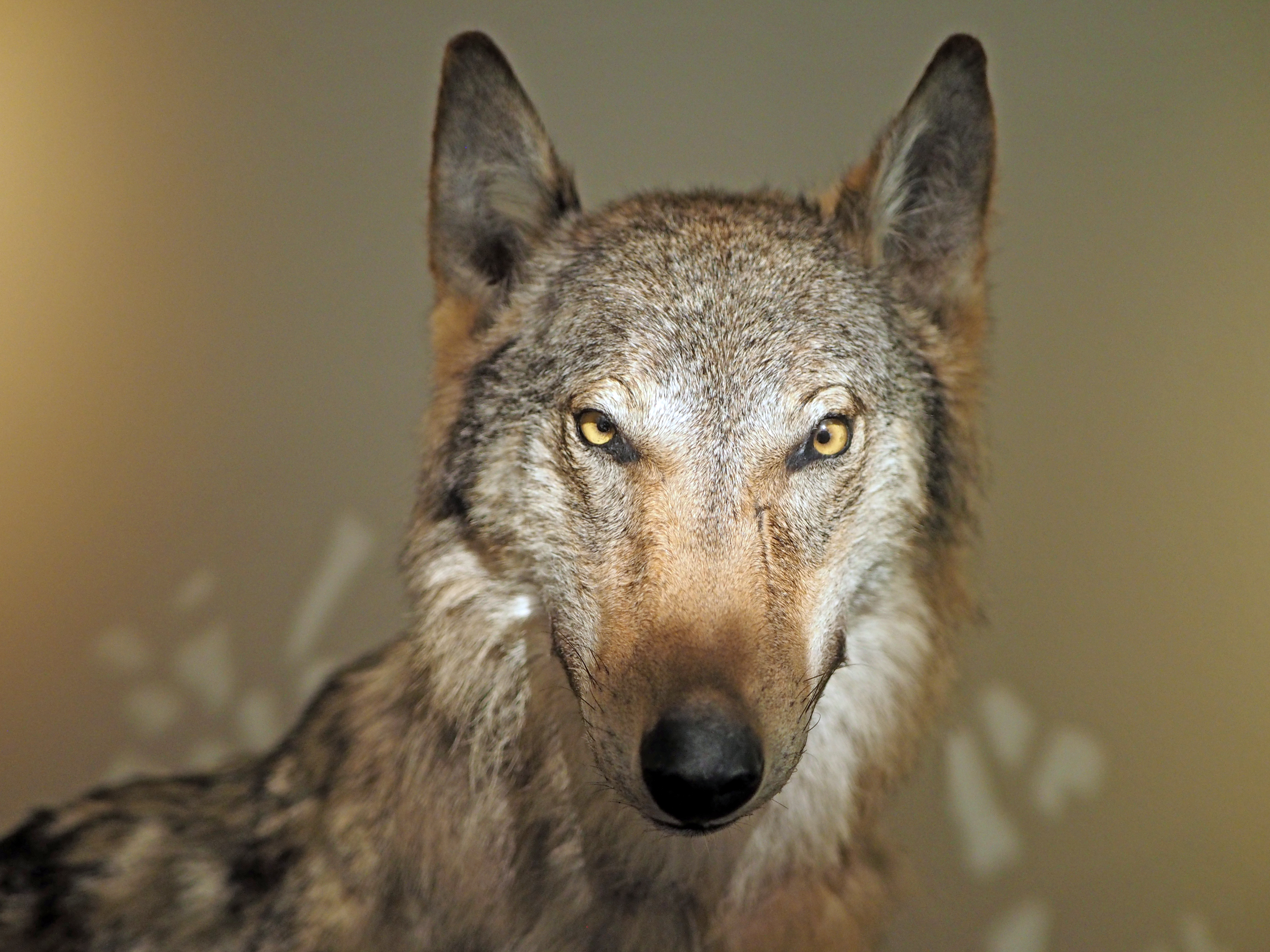
Im Landesmuseum zeitweise ausgestellter Wolfsrüde MT6, genannt „Kurti“. Er wurde 2014 geboren und 2016 in der Lüneburger Heide erschossen, da er wenig Menschenscheu zeigte.

In der Dauerausstellung „NaturWelten“ wird durch die Verbindung von Vivarium und naturkundlichen Objekten eine Einheit von Lebendigem und Vergangenem erreicht. Möglich wird dadurch ein Gesamtblick auf die Umwelt. Die „WasserWelten“ zeigen mehr als 200 Wassertierarten. Sie sind über ein zentrales „Schädelkabinett“ inhaltlich mit den „LandWelten“ verknüpft. Dinosaurier, Reptilien und Amphibien illustrieren naturkundliche Phänomene von der Nordsee bis zur Südsee, wie zum Beispiel die Entwicklung neuer Tierarten. Mit dem Thema „Evolution“ ist eine Verbindung zu den „MenschenWelten“ gegeben.

### „MenschenWelten“
Der Museumsbereich „MenschenWelten“ zeigt den Menschen in seiner Evolution, wobei ein Schwerpunkt auf den niedersächsischen Bedingungen und Besonderheiten liegt. In verschiedenen Perspektivwechseln wird die Kulturgeschichte der Menschheit präsentiert, beginnend mit der Entwicklung des Homo sapiens als „Erfolgsgeschichte […], die auf dem Prinzip der Migration, des Handels und des Austausches von Ideen beruht“. Archäologische Exponate vermitteln Erkenntnisse über das Leben im Bereich der heutigen niedersächsischen Grenzen von der Steinzeit bis ins späte Mittelalter. Die Ethnographica schlagen einen Bogen zu außereuropäischen Kulturen. Dabei ist die Annahme eines neuen Blickwinkels, weg von der eurozentrischen Perspektive, wie sie für die Entstehungszeit dieser Sammlungsbestände charakteristisch war, hin zur heutigen Perspektive der ehemaligen Kolonien auf die Kolonisatoren ausdrücklich erwünscht. Ergänzt werden die MenschenWelten von numismatischen und naturkundlichen Objekten, mit denen eine Querverbindung zu den beiden anderen Welten geschaffen wird.
Die Provenienz der 1562 Inventarnummern aus Kamerun ist fraglich und weit ungeklärt.

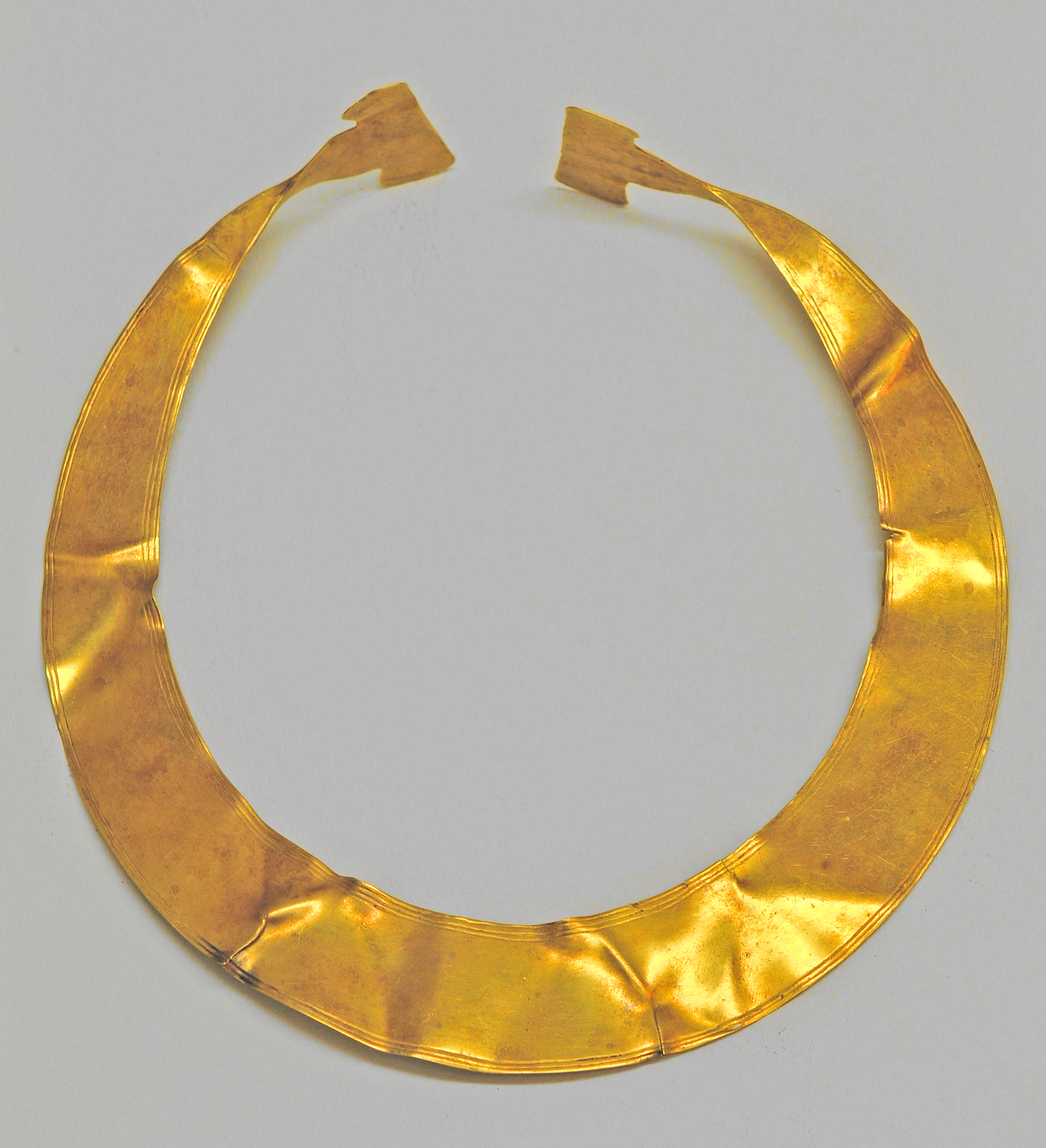
Die Goldlunula von Schulenburg ist eine vermutlich in Irland in der frühen Bronzezeit aus Gold gefertigte Lunula.
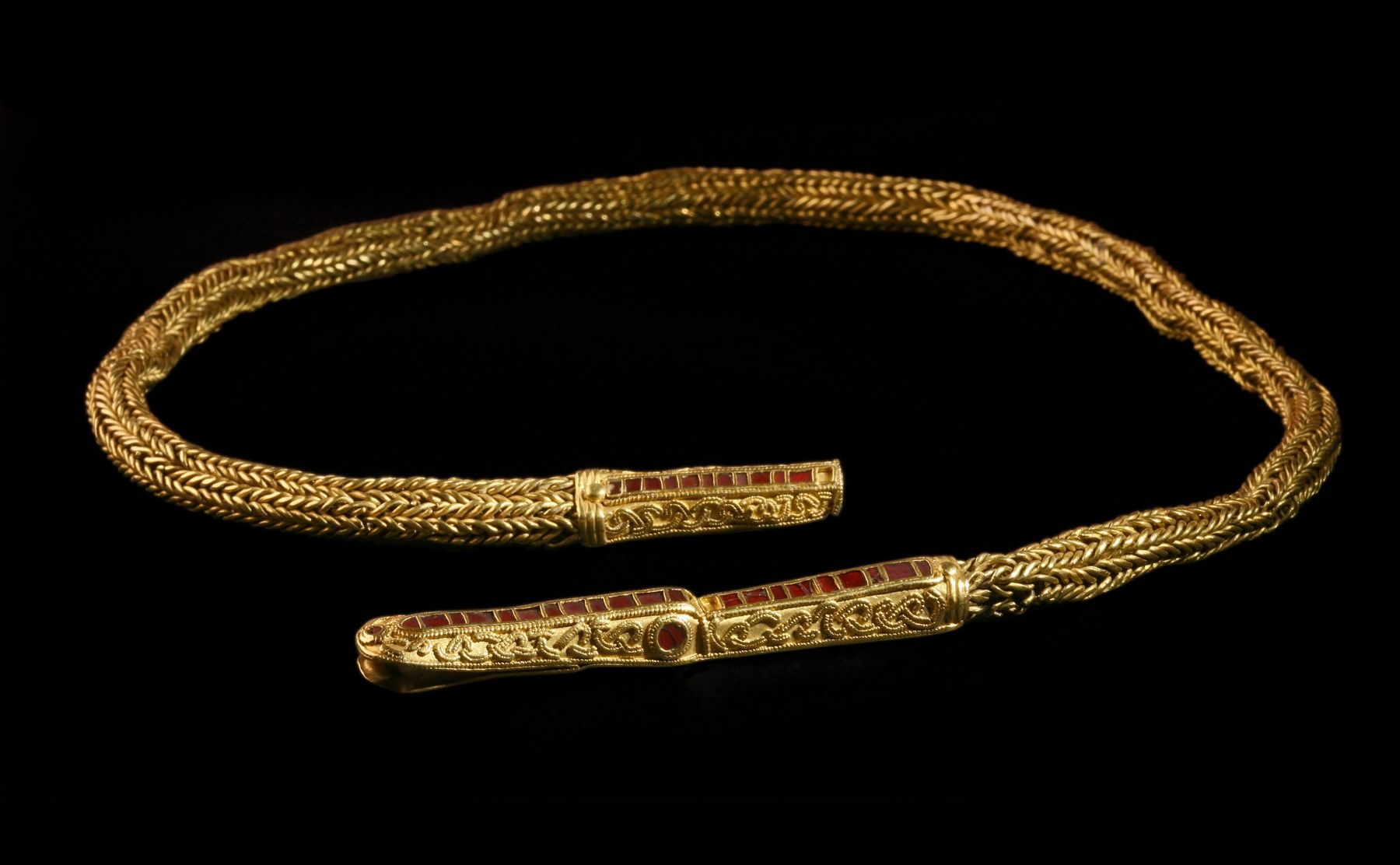
Goldkette von Isenbüttel
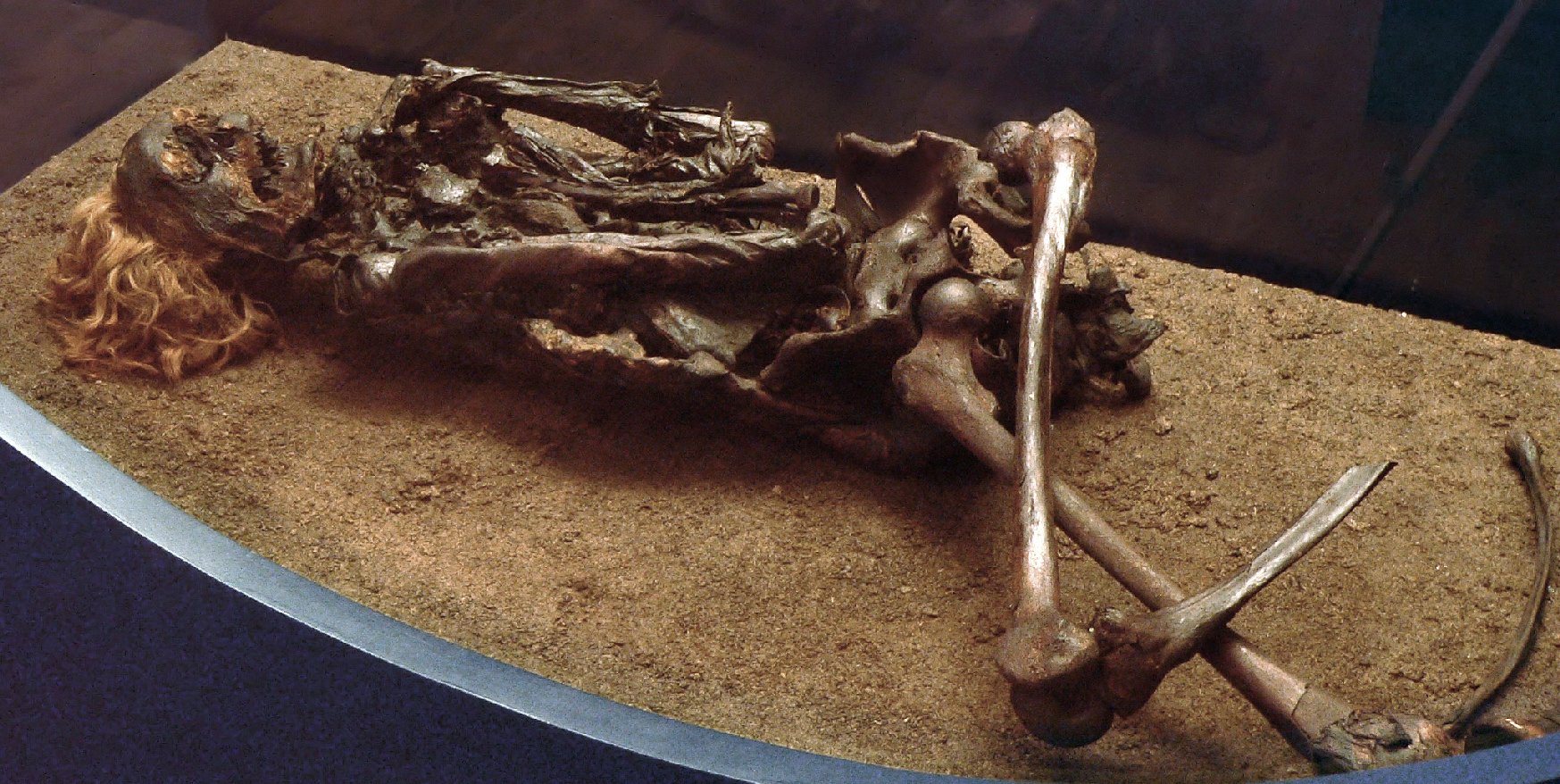
Der Mann von Neu Versen, bekannt als „Roter Franz“
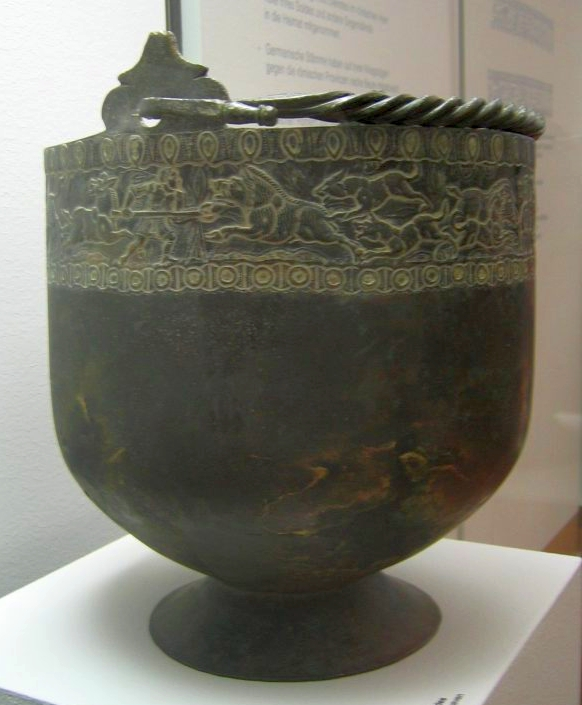
Der Hemmoorer Eimer: Der Bronzeeimer Nr. 2 aus Warstade im Landkreis Cuxhaven aus dem 2./3. Jahrhundert
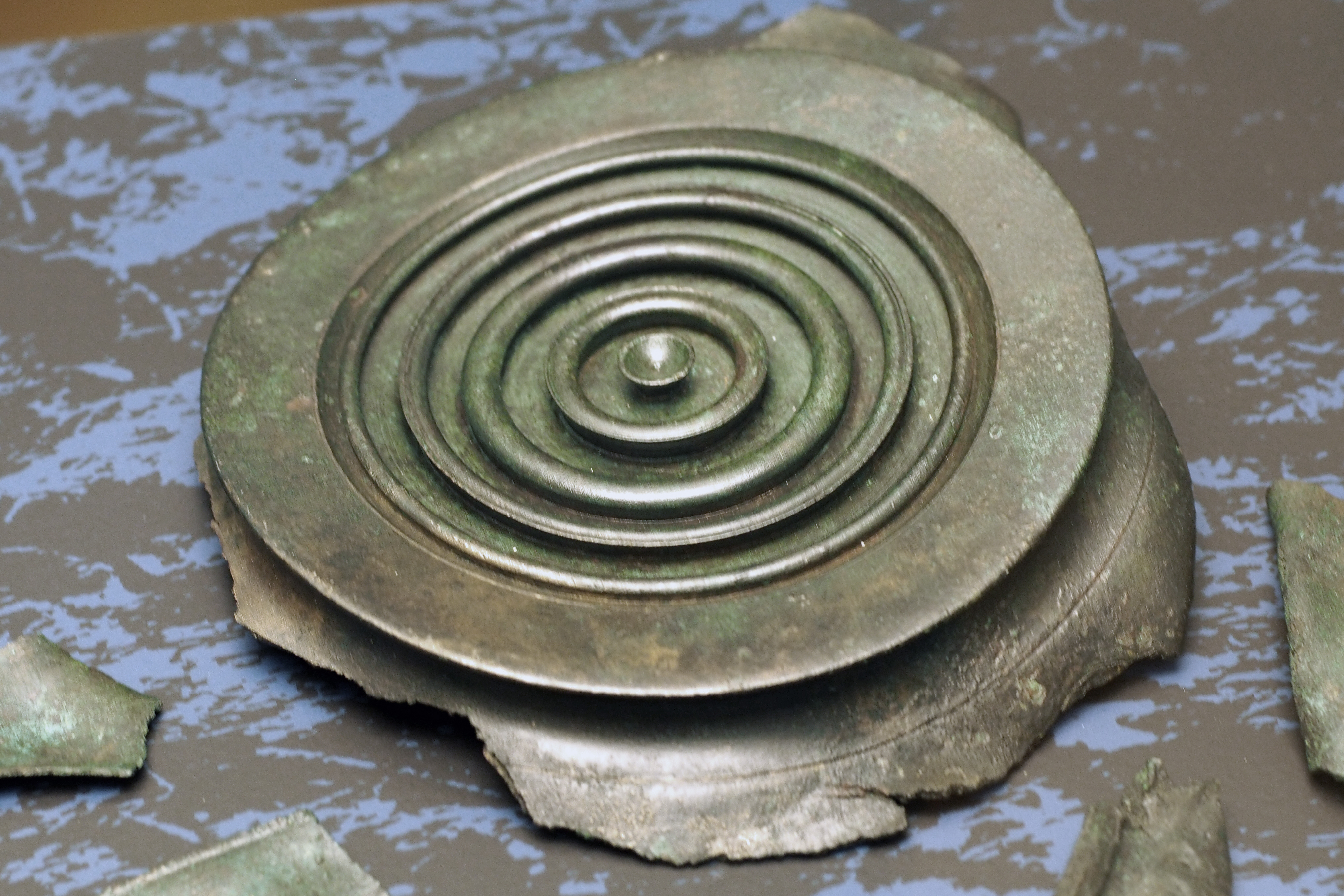
Fund aus dem 2. Jahrhundert n. Chr.: Bodenteil einer Kasserolle aus dem Reitergrab von Hankenbostel

Highlights aus den MenschenWelten
- Mann von Neu Versen/„Roter Franz“
- Goldscheibe von Moordorf
- Venus von Bierden
- Goldkette von Isenbüttel
- Goldhort von Gessel
- Goldlunula von Schulenburg
- Pflug von Walle
- Hemmoorer Eimer
- Reitergrab von Hankenbostel
- Garlstedter Lure
- Goldschalen von Terheide
- Schwert von Großenwieden
- Bernsteinelch von Weitsche
- Fürstengrab von Marwedel

### „KunstWelten“

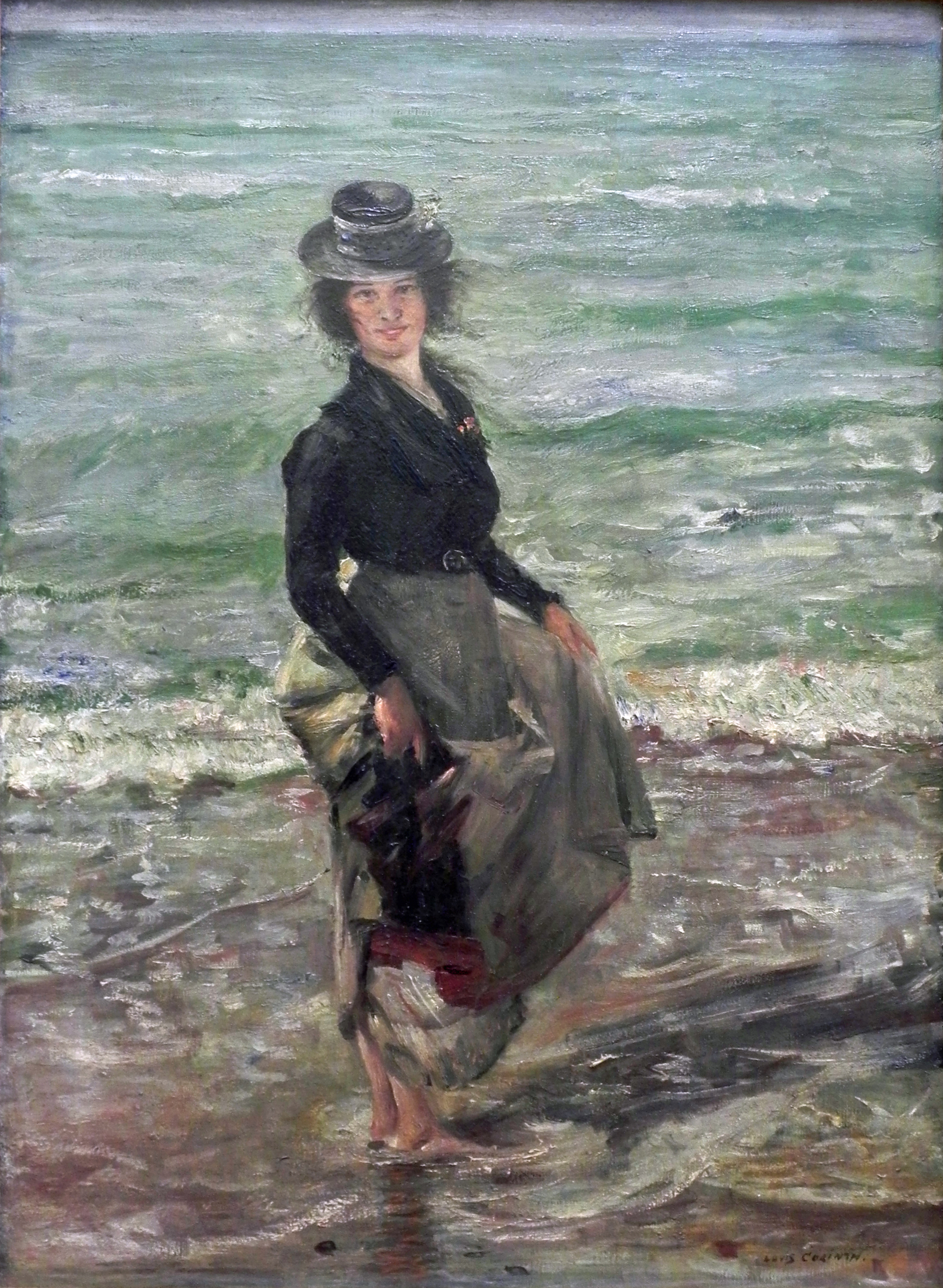
Aus der Sammlung des Museums: Lovis Corinth: Paddel-Petermannchen (der Spitzname für seine Ehefrau war „Petermannchen“)

In den „KunstWelten“ werden Werke vom frühen Mittelalter bis zum Beginn der Moderne bis ca. 1930, darunter eine der größten Sammlungen mittelalterlicher Kunst Deutschlands mit bedeutenden Altarwerken und Skulpturen. Unter den Künstlern finden sich namhafte Vertreter wie Lucas Cranach d. Ä., Tilman Riemenschneider, Max Liebermann, Max Slevogt, Lovis Corinth und Paula Modersohn-Becker. Zeitlich kann die Entstehung und Entwicklung der Kunst bis zum Anfang des 20. Jahrhunderts nachverfolgt werden. Die späteren Werke wurden im Rahmen des Ringtausches ans Sprengel Museum Hannover abgegeben, darunter die Rekonstruktion des von Alexander Dorner initiierten „Abstrakten Kabinetts“.

Der Tageszeitenzyklus von Caspar David Friedrich
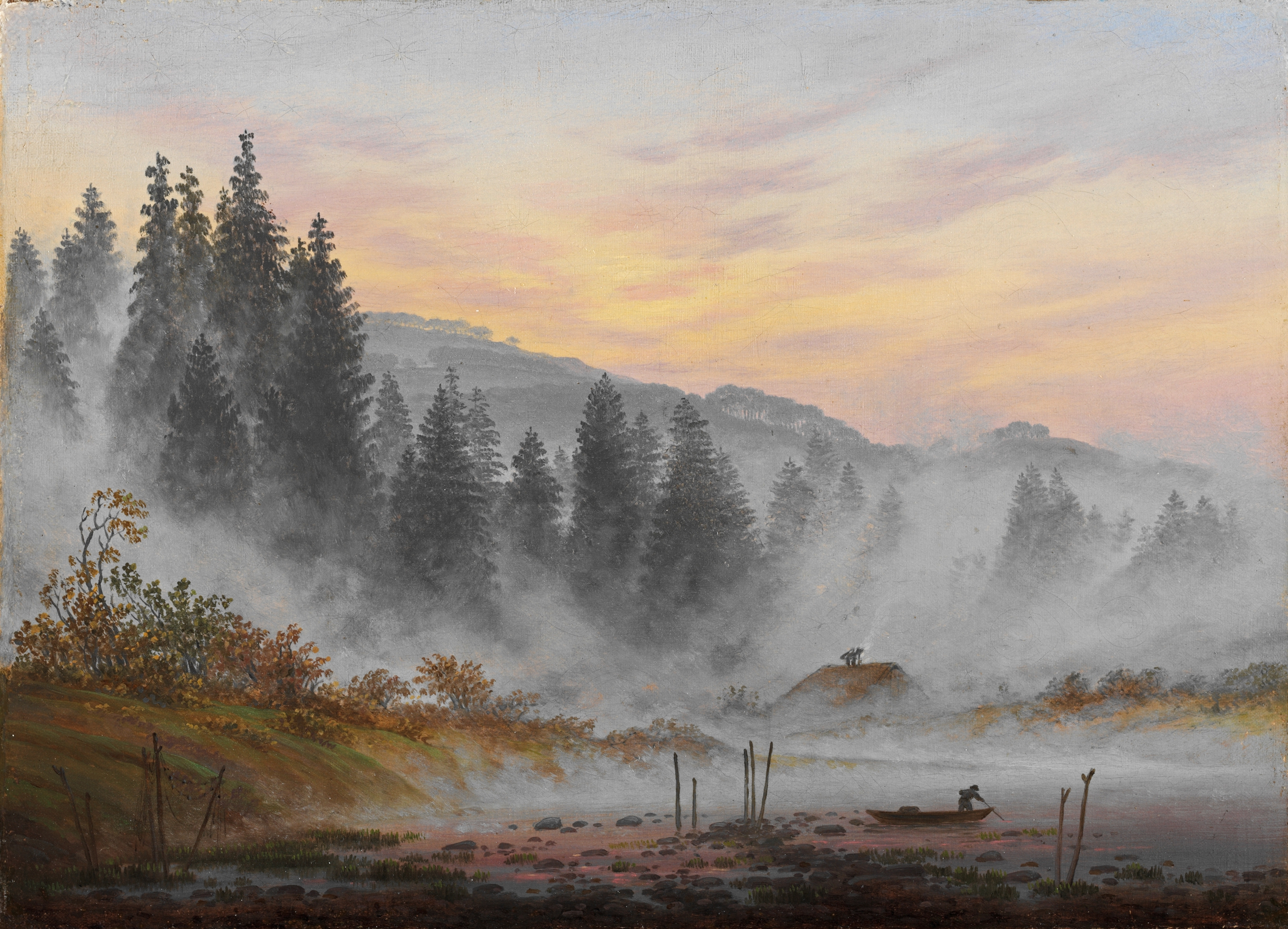
Der Morgen
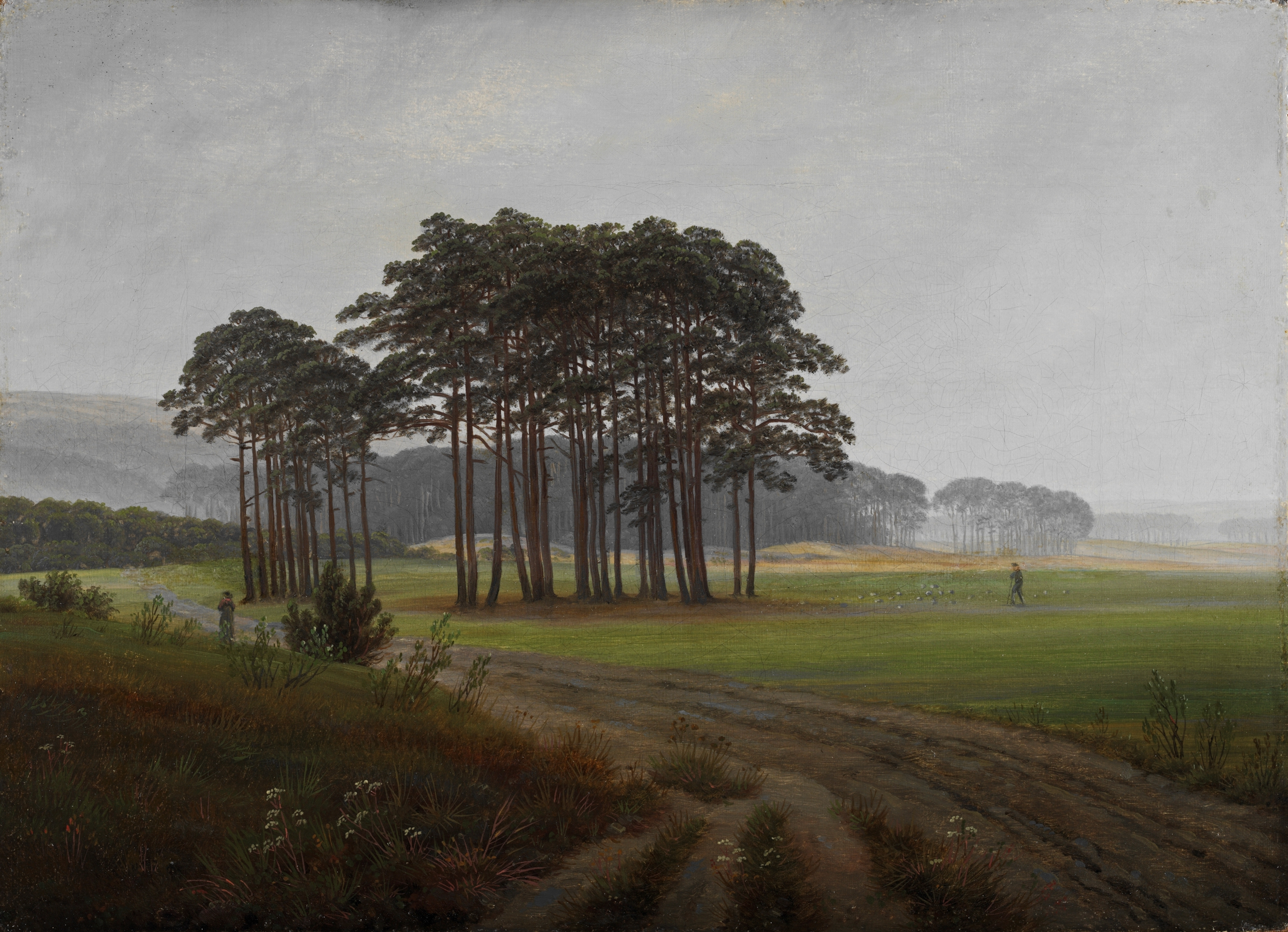
Der Mittag
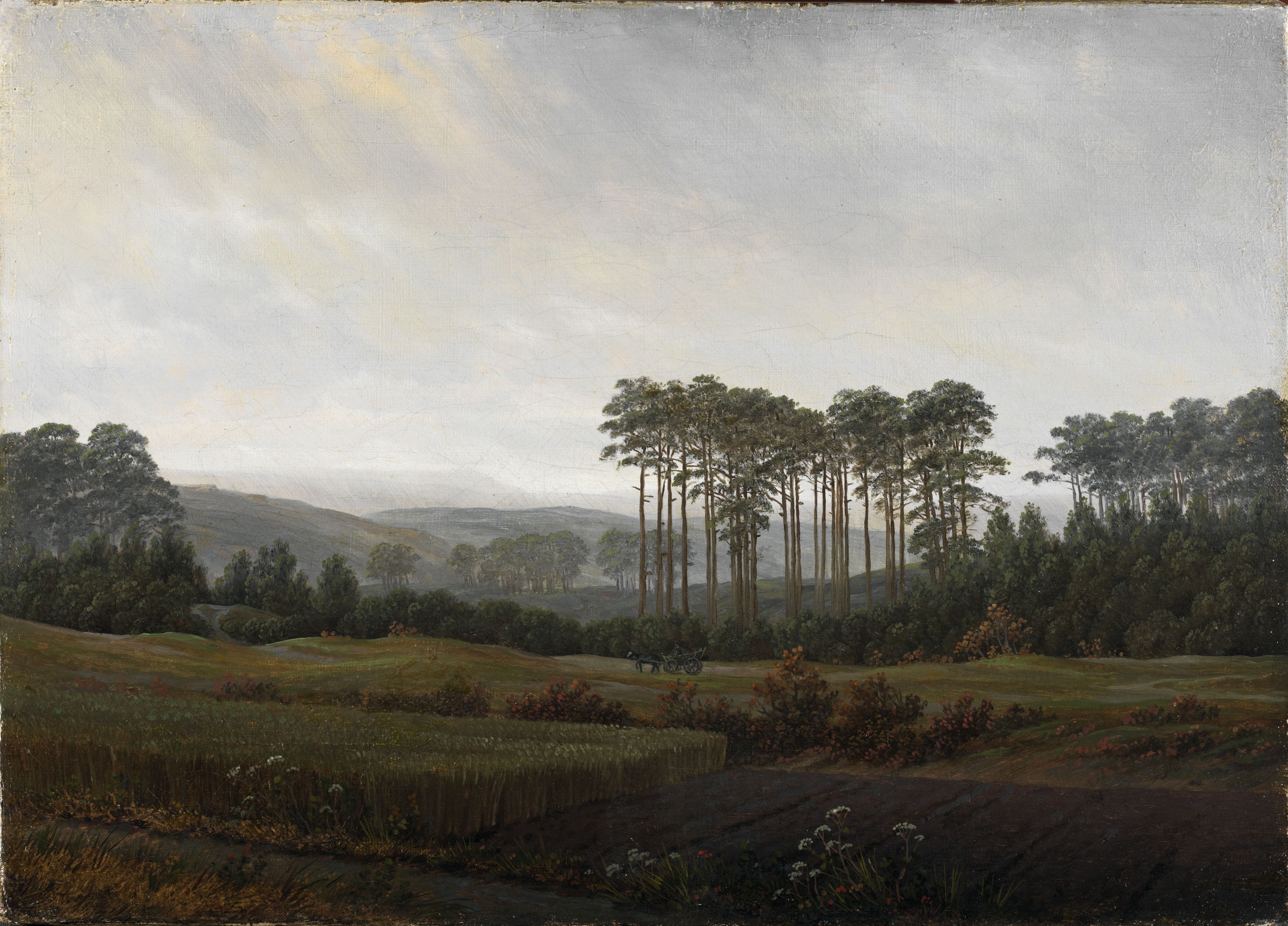
Der Nachmittag
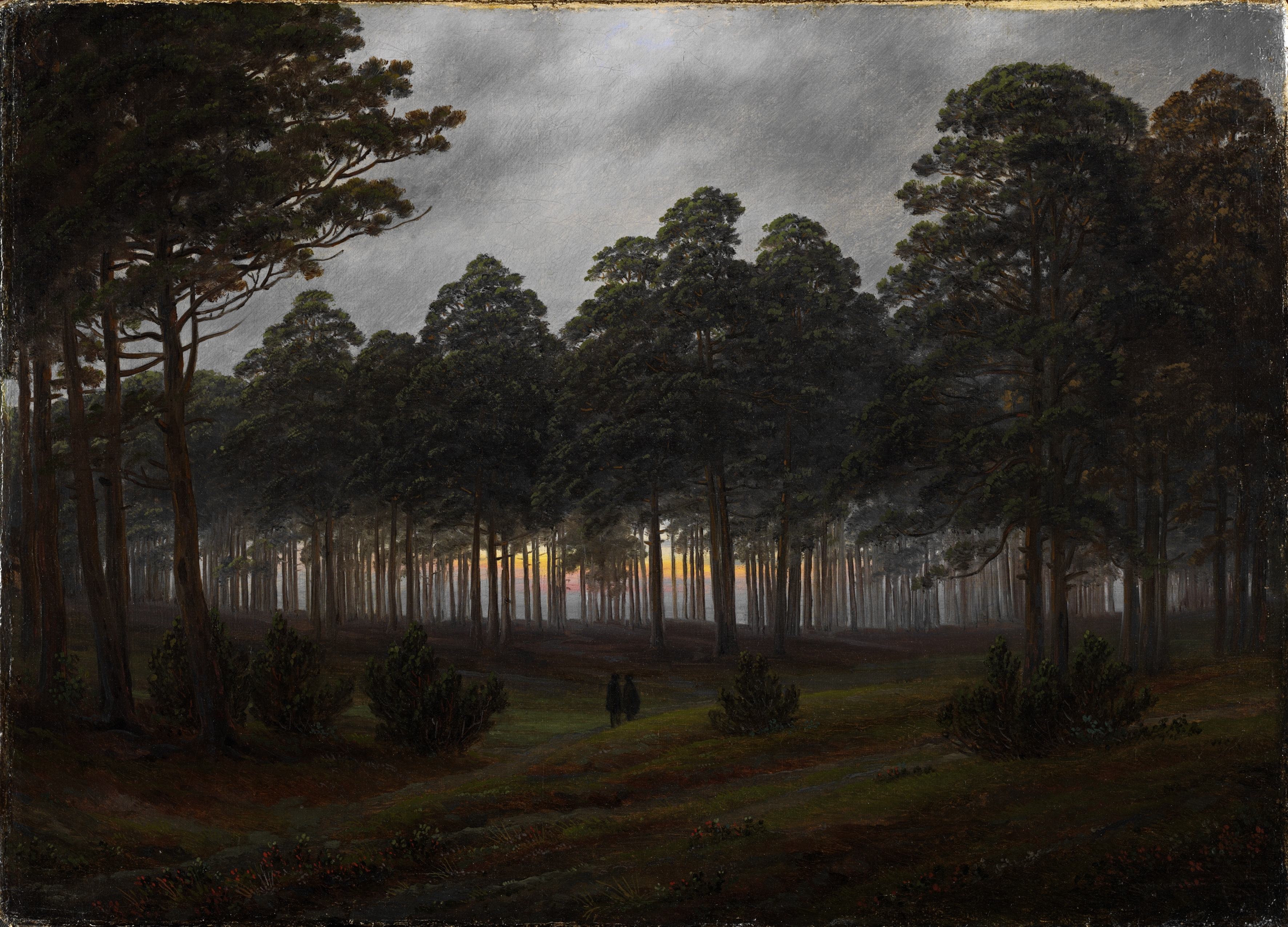
Der Abend

Highlights – Alte Meister
- Goldene Tafel (Landesmuseum Hannover)
- Kruzifix aus Nettlingen
- Marientod aus Kloster Wennigsen
- Göttinger Barfüßeraltar
- Der reitende Tod als Bogenschütze (Albrecht Dürer)
- Weibliche Heilige (Tilman Riemenschneider)
- Philipp Melanchthon (Hans Hohlbein d. J.)
- Der heilige Hieronymus als Büßer (Jacopo Pontormo)
- Idealbildnis eines Jünglings (Agnolo Bronzino)
- Bachus und Venus (Bartholomäus Spranger)
- Madonna mit dem stehenden Kind (Peter Paul Rubens)
- Brustbild eines unbekannten Schwarzen (Gerrit Dou)
- Stillleben (Willem Kalf)
- Schäferszene (Abraham Bloemaert)
- Badende Männer im Abendlicht (Michiel Sweerts)
- Hügellandschaft mit Wasserfall (Jacob Ruisdael)
- Piazza Navona in Rom unter Wasser gesetzt (Giovanni Paolo Pannini)
- Fantasielandschaft mit Bauwerken an der Lagune (Francesco Guardi)
- Der Künstler uns seine Töchter (Johann Heinrich Tischbein d. Ä.)

Highlights – Neue Meister
- Caspar David Friedrich: Der Abend
- Anselm Feuerbach: Das Mädchen mit dem toten Vogel

### Kupferstichkabinett
Der Bestand des Kupferstichkabinetts umfasst rund 20.000 Handzeichnungen und Druckgraphiken. Die Blätter, darunter zahlreiche Werke von Dürer und Rembrandt, wurden von 2013 bis 2015 erfasst und bestandserhaltend magaziniert. Die Sammlung setzt sich hauptsächlich aus Leihgaben der Stadt Hannover zusammen und ist mit dem Sammlungstausch in den 1960er Jahren ins Landesmuseum gekommen. Das Kupferstichkabinett öffnet auf Anfrage.

### Münzkabinett
Die Ursprünge des Münzkabinetts gehen auf die Könige von Hannover zurück, woraus sich auch der Sammlungsschwerpunkt in Niedersachsen und England erklärt. Erwähnenswert ist die Sammlung sogenannter „Löser“. Der Bestand wurde 1983 von den Welfen an die Deutsche Bank verkauft und 2009 durch das Land zurückerworben.

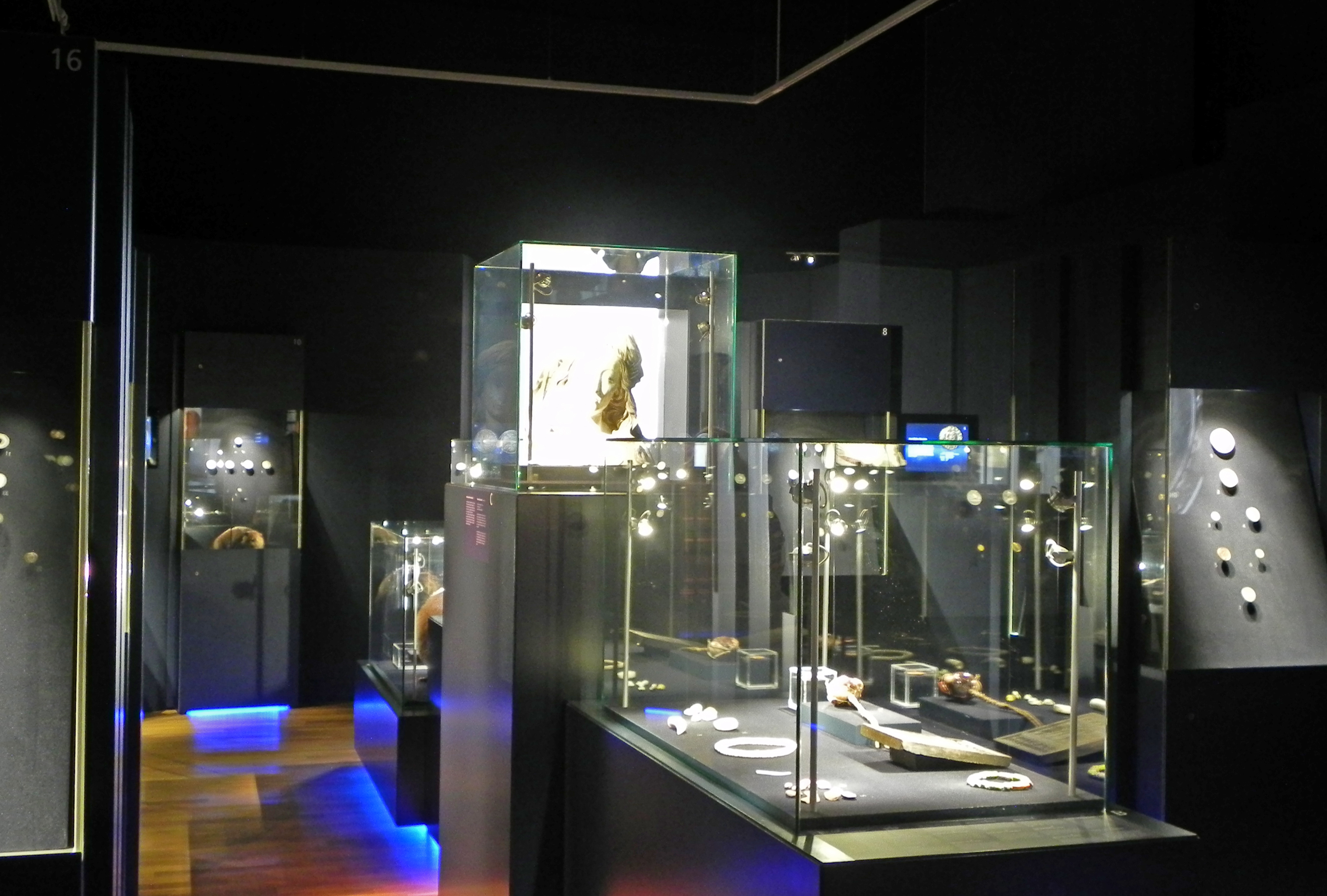
Ansicht eines Teils des Münzkabinetts
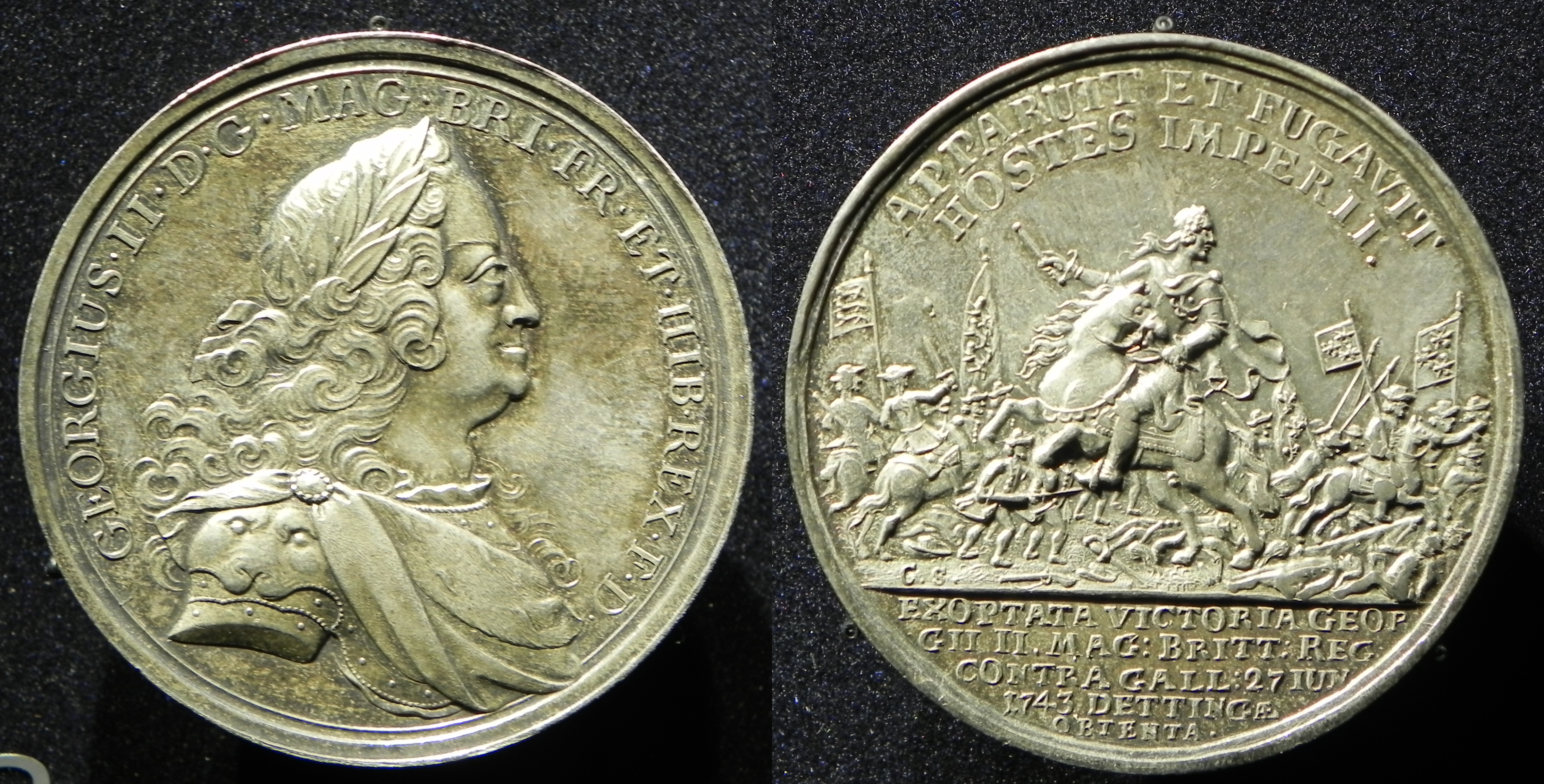
Medaille von Georg II, anlässlich der Schlacht bei Dettingen geprägt.
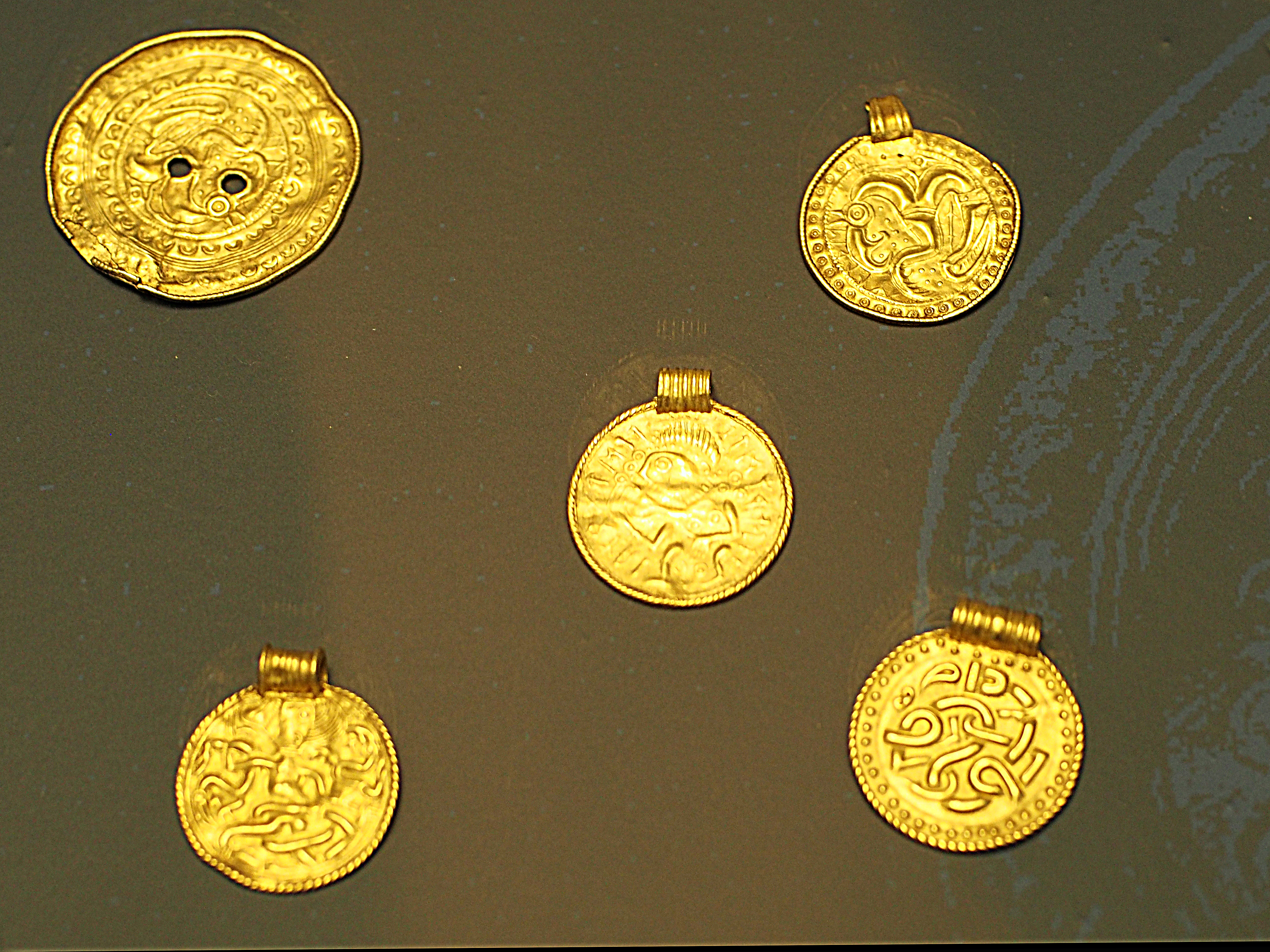
Brakteaten aus Gold aus dem 5./6. Jahrhundert n. Chr.
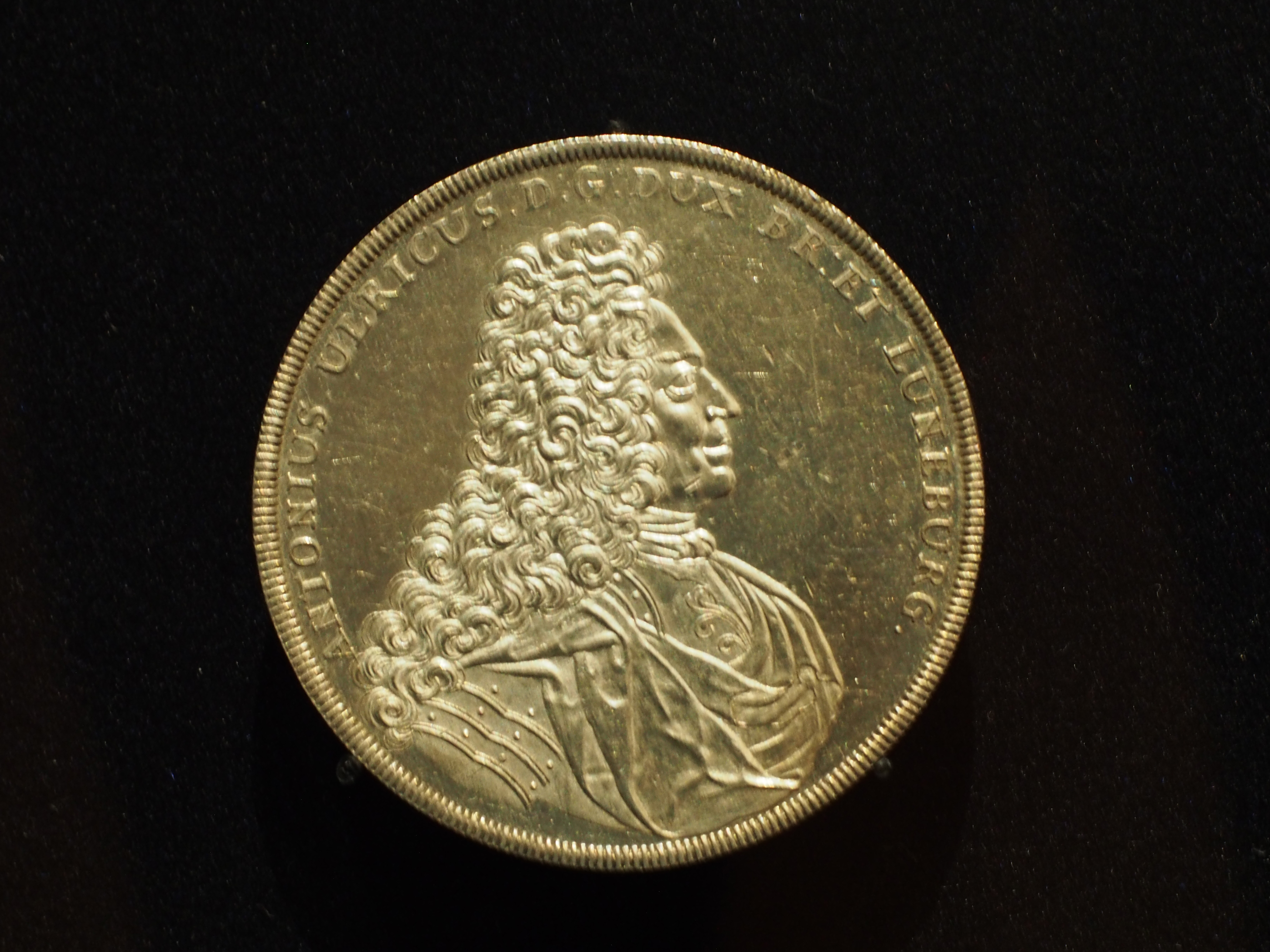
Löser, Schaumünze zu 2 Taler aus 58.215 Gramm Silber mit dem Bildnis von Fürst Anton Ulrich zu Braunschweig-Wolfenbüttel, geprägt zwischen 1704 und 1714.
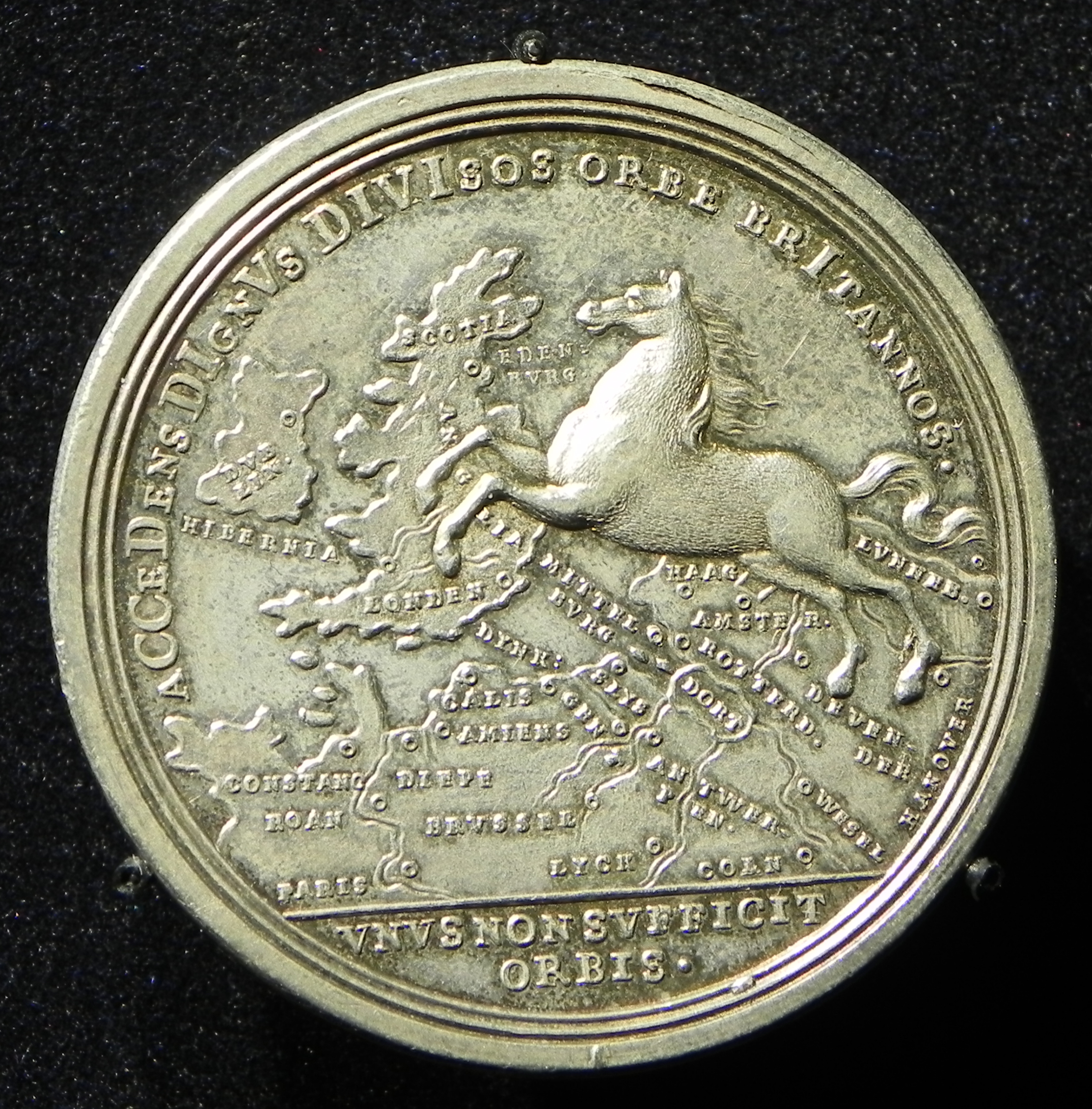
Silbermedaille mit Welfenross geprägt anlässlich des Regierungsantritts der Welfen in London 1714

## Forschung

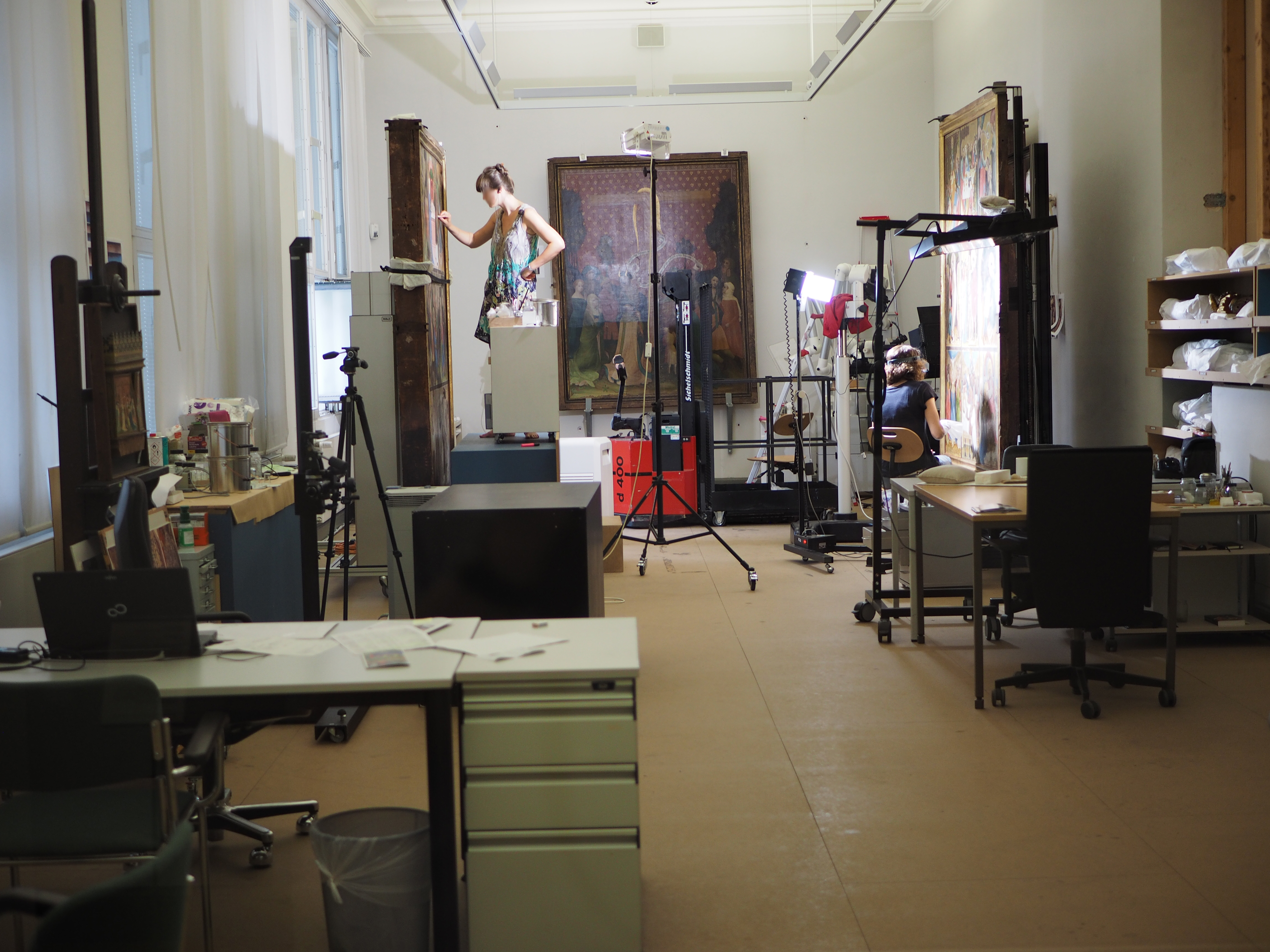
Restaurationswerkstatt des Museums, 2017

Verschiedene nationale und internationale Forschungsprojekte sind im Museum angesiedelt. Dazu zählen das von 2016 bis 2019 durchgeführte Restaurierungsprojekt zur Goldenen Tafel, das Verbundforschungsprojekt PAESE (Provenienzforschung in außereuropäischen Sammlungen und der Ethnologie in Niedersachsen), die Ausgrabung der römischen Nekropole in Tuna el-Gebel (Ägypten) sowie die Forschungen zum Fundplatz Hüde 1 und zum Goldhort von Gessel.
Zudem ist und war das Museum an verschiedenen Grabungen beteiligt. Dazu zählen unter anderem die Dinosaurierfährten von Obernkirchen, das Altsächsische Gräberfeld Liebenau, das Hügelgräberfeld von Issendorf, der Ringwall auf dem Gehrdener Berg, die Burg Heeßel, die Einhornhöhle, der Fundplatz Pevestorf, das Römerlager Hedemünden, das Reitergrab von Hankenbostel, die Altenwalder Burg, das Grabhügelfeld in Erichshagen und die Alte Burg Verden.
In Kooperation mit der Universität Haifa und der „Eurasien Abteilung“ des Deutschen Archäologischen Instituts werden seit 2012 Ausgrabungen am kupfersteinzeitlichen Tel Tsaf im Jordantal durchgeführt. Dabei handelt es sich um die einzige deutsch-israelische Kooperation, die Feldforschungen zur prähistorischen Archäologie in Israel durchführt.

## Organisation und Struktur
Mit der Etablierung einer hauptamtlichen Struktur ab 1890 ging die Einsetzung eines abteilungsübergreifenden Direktorenamtes einher.
Ursprünglich gab es im Provinzialmuseum 1902 die historische Abteilung, die naturwissenschaftliche Abteilung und die Kunstabteilung. Die historische Abteilung umfasste alle Objekte, die sich bis 1870 im Besitz des historischen Vereins befanden, sowie jene Objekte gleicher Ausrichtung, die im Anschluss mit Hilfe von Provinzmitteln erworben wurden, die Bestände des Welfenmuseums, Teile der Fideikommiss-Galerie, ur- und frühgeschichtliche Objekte und die ethnographische Sammlung. Zur naturhistorischen Abteilung gehörte der Besitz der Naturhistorischen Gesellschaft bis 1870, ebenfalls gleich ausgerichtete Objekte, die aus Provinzialmitteln erworben wurden, und Teile der Fideikommiss-Galerie. Die Kunstabteilung umfasste den Besitz des Vereins für die öffentliche Kunstsammlung (bis 1967, dann ging dieser Bestand in den Kunstbesitz der Landeshauptstadt Hannover über) und ebenfalls durch Provinzmittel finanzierte Neuerwerbungen und Teile der Fideikommiss-Galerie.
In dieser Zeit wurden einzelne Mitarbeiter des Hauses auch als „Direktoren“ bezeichnet, ohne es de jure zu sein. Zu verstehen ist ihre Tätigkeit jeweils im Sinne einer Abteilungsleitung.
Die Sammlung von Ethnologica wurde erst in den 1950er Jahren selbstständig. Mit der Einstellung von Gerd Koch als erstem Ethnologen im Landesmuseum im Jahr 1954 wurden die damals noch als „völkerkundlich“ bezeichneten Bestände erstmals aufgearbeitet und die Objekte aus der historischen Abteilung ausgegliedert.
2008 wurde die Struktur verändert: Seitdem gibt es einen Vorstand mit Direktor und betriebswirtschaftlicher Leitung. Seither gliedern sich die Abteilungen nicht mehr nach Fachbereichen, sondern in die Abteilungen Sammlungen und Forschung, Sammlungsdienste, Kommunikation und Kulturverwaltung, Finanzen und Verwaltung sowie Zentrale Dienste und IT.

## Museumsdirektoren
- 1890–1910: Jacobus Reimers
- 1910–1912: Adolf Brüning
- 1912–1924: Wilhelm Behncke
- 1924–1953: Karl Hermann Jacob-Friesen
- 1953–1962: Ferdinand Stuttmann
- 1962–1975: Harald Seiler
- 1975–1992: Hans Werner Grohn
- 1992–2008: Heide Grape-Albers
- 2008–2010: Jaap Brakke[20]
- seit 2011: Katja Lembke[20]

## Fördervereine und Freundeskreise
Die Fachbereiche des Landesmuseums werden ideell und materiell unterstützt durch zahlreiche Fördervereine:
- Freunde der Landesgalerie Hannover e. V.
- Ethnologische Gesellschaft Hannover e. V. – Freunde der Völkerkunde des Niedersächsischen Landesmuseums Hannover
- Niedersächsischer Landesverein für Urgeschichte e. V.
- Naturhistorische Gesellschaft Hannover

## Sonderausstellungen und Publikationen seit 2011
- Goldener Horizont. 4.000 Jahre Nomaden der Ukraine (15. Oktober 2010 bis 13. März 2011): Jutta Leskovar (Hrsg.): Goldener Horizont: 4000 Jahre Nomaden der Ukraine, Weitra 2010, ISBN 978-3-900000-82-0.
- Nah und Fern. Landschaftsmalerei von Brueghel bis Corinth (21. Mai bis 21. August 2011): Bastian Eclercy (Hrsg.): Nah und Fern. Landschaftsmalerei von Brueghel bis Corinth, Köln 2011, ISBN 978-3-86832-060-2.
- Wer mit wem? Die Götter des Olymp (22. Oktober 2011 bis 19. Februar 2012)
- Marco Polo. Von Venedig nach China (23. September 2011 bis 26. Februar 2012): Katja Lembke (Hrsg.): Marco Polo. Von Venedig nach China, Köln 2011, ISBN 978-3-86832-084-8.
- Im Reich der Tiere. Streifzüge durch Kunst und Natur (23. März bis 12. August 2012): Thomas Andratschke, Alexandra Eichler (Hrsg.): Im Reich der Tiere: Streifzüge durch Kunst und Natur, Köln 2012, ISBN 978-3-86832-105-0.
- TABU?! Verborgene Kräfte – geheimes Wissen (28. September 2012 bis 7. April 2013): Gundolf Krüger, Ulrich Menter, Jutta Steffen-Schrade (Hrsg.): TABU?! Verborgene Kräfte – geheimes Wissen, Petersberg 2012, ISBN 978-3-86568-864-4.
- Pontormo. Meisterwerke des Manierismus in Florenz (27. Januar bis 5. Mai 2013): Bastian Eclercy (Hrsg.): Pontormo. Meisterwerke des Manierismus in Florenz, Petersberg 2013, ISBN 978-3-86568-865-1.
- Faszination Nofretete. Bernhard Hoetger und Ägypten (26. April bis 25. August 2013): Katja Lembke (Hrsg.): Faszination Nofretete: Bernhard Hoetger und Ägypten, Petersberg 2013, ISBN 978-3-86568-927-6; Katja Lembke: Hannovers Nofretete. Die Bildnisse der Sent M’Ahesa von Bernhard Hoetger (NahSichten 2), Regensburg 2012, ISBN 978-3-7954-2627-9.
- Im Goldenen Schnitt. Niedersachsens längste Ausgrabung (23. August 2013 bis 2. März 2014): Babette Ludowici (Hrsg.): Im Goldenen Schnitt. Niedersachsen längste Ausgrabung, Petersberg 2013, ISBN 978-3-86568-972-6.
- Als die Royals aus Hannover kamen. Hannovers Herrscher auf Englands Thron 1714–1837 (16. Mai bis 5. Oktober 2014): Katja Lembke (Hrsg.): Hannovers Herrscher auf Englands Thron 1714–1837, Dresden 2014, ISBN 978-3-95498-086-4.
- Hightech Römer (24.10.2014 – 12.4.2015)
- Zukunft Leben. Die demographische Chance (5. Dezember 2014 bis 1. März 2015)
- Brandbilder. Kunstwerke als Zeugen des Zweiten Weltkriegs (8. Mai bis 6. September 2015): Claudia Andratschke: Brandbilder. Kunstwerke als Zeugen des Zweiten Weltkriegs (NahSichten 4), Regensburg 2015, ISBN 978-3-7954-3025-2.
- Madonna. Frau – Mutter – Kultfigur (16. Oktober 2015 bis 14. Februar 2016): Katja Lembke (Hrsg.): madonna. Frau – mutter – kultfigur, Dresden [2015], ISBN 978-3-95498-190-8.
- Glanzlichter. Naturfotografien 2014 (7. Juni bis 2. August 2015)
- Cedric Nunn: Unsettled. 100 Jahre Widerstand der Xhosa gegen weiße Landnahme und die Folgen bis heute (4. Oktober bis 6. Dezember 2015)
- Mythos Heimat: Worpswede und die europäischen Künstlerkolonien (18. März bis 26. Juni 2016): Thomas Andratschke (Hrsg.): Mythos Heimat: Worpswede und die europäischen Künstlerkolonien, Dresden 2016, ISBN 978-3-95498-227-1.
- Heikles Erbe. Koloniale Spuren bis in die Gegenwart (30. September 2016 bis 26. Februar 2017): Alexis von Poser, Bianca Baumann (Hrsg.): Heikles Erbe. Koloniale Spuren bis in die Gegenwart, Dresden 2016, ISBN 978-3-95498-250-9.
- Glanzlichter. Naturfotografien 2015 (26. August bis 25. September 2016)
- Nackt und bloß: Lovis Corinth und der Akt um 1900 (26. Februar bis 11. Juni 2017): Barbara Martin: Nackt und Bloß. Lovis Corinth und der Akt um 1900, Dresden 2017, ISBN 978-3-95498-295-0).
- Immer bunter. Einwanderungsland Deutschland (7. April bis 27. August 2017)
- Der Wolf. Ein Wildtier kehrt zurück (21. Mai bis 15. Oktober 2017)
- Glanzlichter. Naturfotografien 2016 (20. September bis 12. November 2017)
- Silberglanz: Von der Kunst des Alters (29. September 2017 bis 18. Februar 2018): Katja Lembke, Lisa Felicitas Mattheis (Hrsg.): Silberglanz. Von der Kunst des Alters, Dresden 2017, ISBN 978-3-95498-335-3.
- Romantische Blicke: Deutsche Zeichnungen des 19. Jahrhunderts (25. März bis 24. Juni 2018): Christine Hübner, Antje-Fee Köllermann, Michael Thimann (Hrsg.): Romantische Blicke. Deutsche Zeichnungen des 19. Jahrhunderts, Petersberg 2018, ISBN 978-3-7319-0601-8.
- Schatzhüterin: 200 Jahre Klosterkammer Hannover (20. April bis 12. August 2018): Katja Lembke, Jens Reiche (Hrsg.): Schatzhüterin: 200 Jahre Klosterkammer Hannover, Dresden 2018, ISBN 978-3-95498-369-8.
- Glanzlichter. Naturfotografien 2017 (3. Juli bis 12. August 2018)
- Max Slevogt: Eine Retrospektive zum 150. Geburtstag (28. September 2018 bis 24. Februar 2019): Thomas Andratschke (Hrsg.): Max Slevogt. Eine Retrospektive zum 150. Geburtstag, Petersberg 2018, ISBN 978-3-7319-0742-8.
- Kunst für den Tod. Die neuirischen Schnitzwerke aus Hiltrup (20. Januar bis 3. März 2019)
- Saxones: Eine neue Geschichte der alten Sachsen (5. April bis 18. August 2019): Babette Ludowici (Hrsg.): Saxones (Neue Studien zur Sachsenforschung 7), Darmstadt 2019, ISBN 978-3-929444-42-1.
- Zeitenwende 1400: Die goldene Tafel als europäisches Meisterwerk (27. September 2019 bis 23. Februar 2020): Antje-Fee Köllermann, Christine Unsinn (Hrsg.): Zeitenwende 1400: Die Goldene Tafel als europäisches Meisterwerk, Petersberg 2019, ISBN 978-3-7319-0512-7.
- Leonardos Welt. Da Vinci digital (27. März bis 25. Oktober 2020)
- Duckomenta. Das WeltEntenmusum (10. Juli 2020 bis 25. Mai 2021)
- Kinosaurier. Zwischen Fantasie und Forschung (4. Dezember 2020 bis 29. August 2021)
- Unser Schatz für Niedersachsen. Eine Ausstellung des NDR zum 75-jährigen Landesjubiläum (8. Oktober 2021 bis 2. Januar 2022)
- Im Freien. Von Monet bis Corinth (16. Juli 2021 bis 25. September 2022): Katja Lembke (Hrsg.): Im Freien. Von Monet bis Corinth, Hannover 2021, ISBN 978-3-929444-46-9.
- Ritter und Burgen. Zeitreise ins Mittelalter (1. Oktober 2021 bis 20. Februar 2022).
- Die Erfindung der Götter. Steinzeit im Norden (1. April bis 31. Oktober 2022): Florian Klimscha, Lukas Wiggering (Hrsg.): Die Erfindung der Götter. Steinzeit im Norden. Petersberg 2022, ISBN 978-3-7319-1131-9.
- Nach Italien. Eine Reise in den Süden (28. Oktober 2022 bis 27. August 2023): Katja Lembke (Hrsg.): Nach Italien. Eine Reise in den Süden, Hannover 2022, ISBN 978-3-929444-48-3.
- China hinter Glas. Zeugnisse einer vergessenen Kunst (25. November 2022 bis 16. April 2023)
- und im Sprengel Museum Hannover: Glenn Brown. The Real Thing (24. Februar bis 18. Juni 2023): Glenn Brown. The Real Thing, Hannover 2023, ISBN 978-3-947127-42-9
- und im Kunstmuseum Schloss Derneburg sowie im PS-Speicher Einbeck: Tempo. Tempo! Tempo? Eine Geschichte der Geschwindigkeit (9. Juni 2023 bis 4. Februar 2024): Katja Lembke, Lothar Meyer-Mertel (Hrsg.): Tempo. Tempo! Tempo? Eine Geschichte der Geschwindigkeit, Oppenheim am Rhein 2023, ISBN 978-3-96176-233-0.
- Ich werde noch etwas. Paula Modersohn-Becker in Hannover (27. Oktober 2023 bis 20. Oktober 2024): Thomas Andratschke (Hrsg.): Ich werde noch etwas. Paula Modersohn-Becker in Hannover, Hannover 2023, ISBN 978-3-929444-50-6.
- Gründer Roms. Etruskische Schätze aus der Villa Giulia (15. März bis 1. September 2024): Daniel Neumann (Hrsg.): Gründer Roms. Etruskische Schätze aus der Villa Giulia, Hannover 2024, ISBN 978-3-929444-51-3.
- Tageszeiten. Caspar David Friedrich in Hannover (16. Juni 2024 bis 2. Februar 2025): Peter Rautmann, Kirsten Hinderer: Tageszeiten. Caspar David Friedrich in Hannover (NahSichten 6), Regensburg 2024, ISBN 978-3-7954-3952-1.
- KZ überlebt. Porträts von Stefan Hanke (25. Oktober 2024 bis 2. Februar 2025)
- und im Singer Laren Museum sowie im Museum Kunst der Westküste, Alkersum/Föhr: Frischer Wind. Impressionismus im Norden (22. November 2024 bis 4. Mai 2025): Katja Lembke, Jan Rudolph de Lorm, Ulrike Wolff-Thomsen (Hrsg.): Frischer Wind. Impressionismus im Norden - Northern Impressionism, Zwolle 2024, ISBN 978-94-6262-531-0.
- FrauenBilder. Julia Krahn im Dialog (8. März bis 17. August 2025)
- Grundwasser lebt. Ein verborgener Kosmos (21. März bis 14. September 2025)